# Forte Spagnolo
Forte Spagnolo (z wł. Fort hiszpański) – twierdza w L’Aquili, w regionie Abruzja, we Włoszech.

## Historia
Fort został wzniesiony w okresie rządów hiszpańskich w południowych Włoszech. Budowę zlecił w 1528 r. wicekról Neapolu, Philibert de Châlon, by ukarać mieszkańców regionu za wywołanie rebelii przeciwko władzy Hiszpanów. Później wzniesieniu fortecy orędował wicekról Pedro Álvarez de Toledo. Projekty budowli wykonał znany hiszpański architekt, Don Pirro Aloisio Escriva, będący również specjalistą od broni palnej. Twierdza nie chroniła przed atakiem z zewnątrz. Jej działa skierowane były w kierunku miasta. Oznacza to, iż z założenia budowla miała chronić przed rebelią.
Budowę na gruzach dawnej francuskiej twierdzy Castellina rozpoczęto w 1534 r. Początkowo pracami kierował sam Escriva, lecz po dwóch latach jego stanowisko przejął Gian Girolamo Escriva, który kontynuował budowę do 1541 r. Budowa była finansowana w dużej mierze przez wysoki trybut płacony przez mieszkańców L’Aquili. Koszty wzniesienia fortecy były na tyle duże, że ludność L'Aquli została zmuszona do sprzedaży srebrnej skrzyni z ciałem św. Bernardyna ze Sieny. W 1567 r. mieszkańców zwolniono z płacenia wysokich podatków. Prace były jednak wówczas już na wykończeniu.
Twierdza nigdy nie była używana podczas większych operacji militarnych. W XVII wieku do budowli dobudowano kilka budynków garnizonowych - w 1606 r. po jej północno-zachodniej stronie, a w 1698 r. po stronie północno-wschodniej. W XIX w. i I połowie XX w. obiekt służył jako więzienie. W okresie II wojny światowej został jednak zniszczony. W latach 1949–1951 fortecę poddano renowacji i przekształcono w Muzeum Narodowe Abruzji.

## Architektura

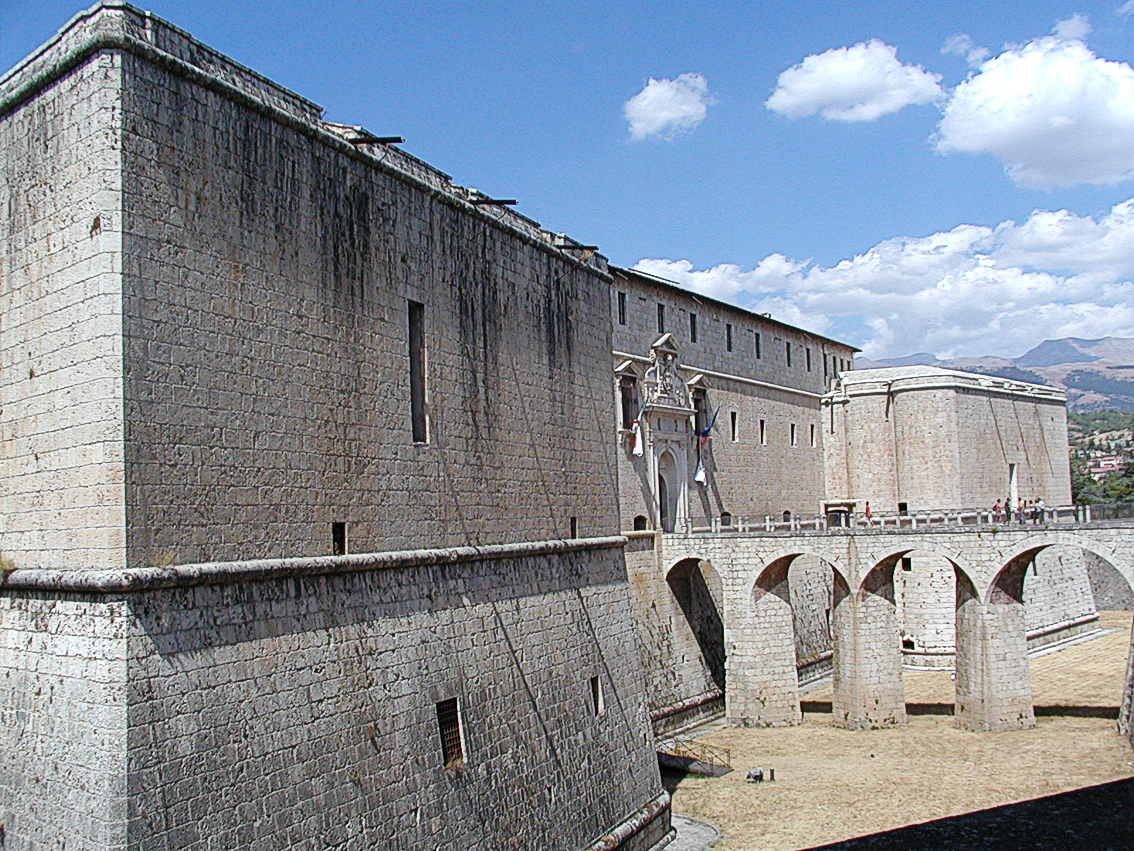
Most wiodący do fortu

Zgodnie z planami Escrivy, twierdza jest złożona z czterech bastionów na planie kwadratu, połączonych murami długimi na 60m, o grubości od 30m u dołu do 5m u góry. Mury zwieńczono masywnymi blankami z otworami dla strzelców i dział. Pochyłe ściany miały na celu odpychać pociski wroga na boki. Podczas budowy fortecy w bok odchylono akwedukt prowadzący do L’Aquili w ten sposób, by woda najpierw trafiała do fortu, a dopiero później do mieszkańców miasta.
Wokół fortecy znajduje się głęboka na 14m i szeroka 23m fosa, która nigdy nie została wypełniona wodą. Dawniej nad fosą wiodła drewniana kładka. W 1883 r. została ona zniszczona, a na jej miejscu wzniesiono kamienny most na filarach.

## Turystyka
Do zwiedzania udostępniony jest zarówno fort, jak i fosa go otaczająca. Wewnątrz budowli mieści się Muzeum Narodowe Abruzji. Ekspozycje rozmieszczono na trzech poziomach. Na parterze mieszczą się eksponaty związane z prowadzonymi w regionie wykopaliskami, w tym znalezione w okolicy kości dinozaurów oraz zabytki ze starożytnego Rzymu. Na drugim piętrze mieści się kolekcja sztuki średniowiecznej, zawierająca głównie dzieła włoskich artystów. Pozostałą przestrzeń zajmuje galeria sztuki współczesnej.